# Équipe du Japon féminine de hockey sur gazon

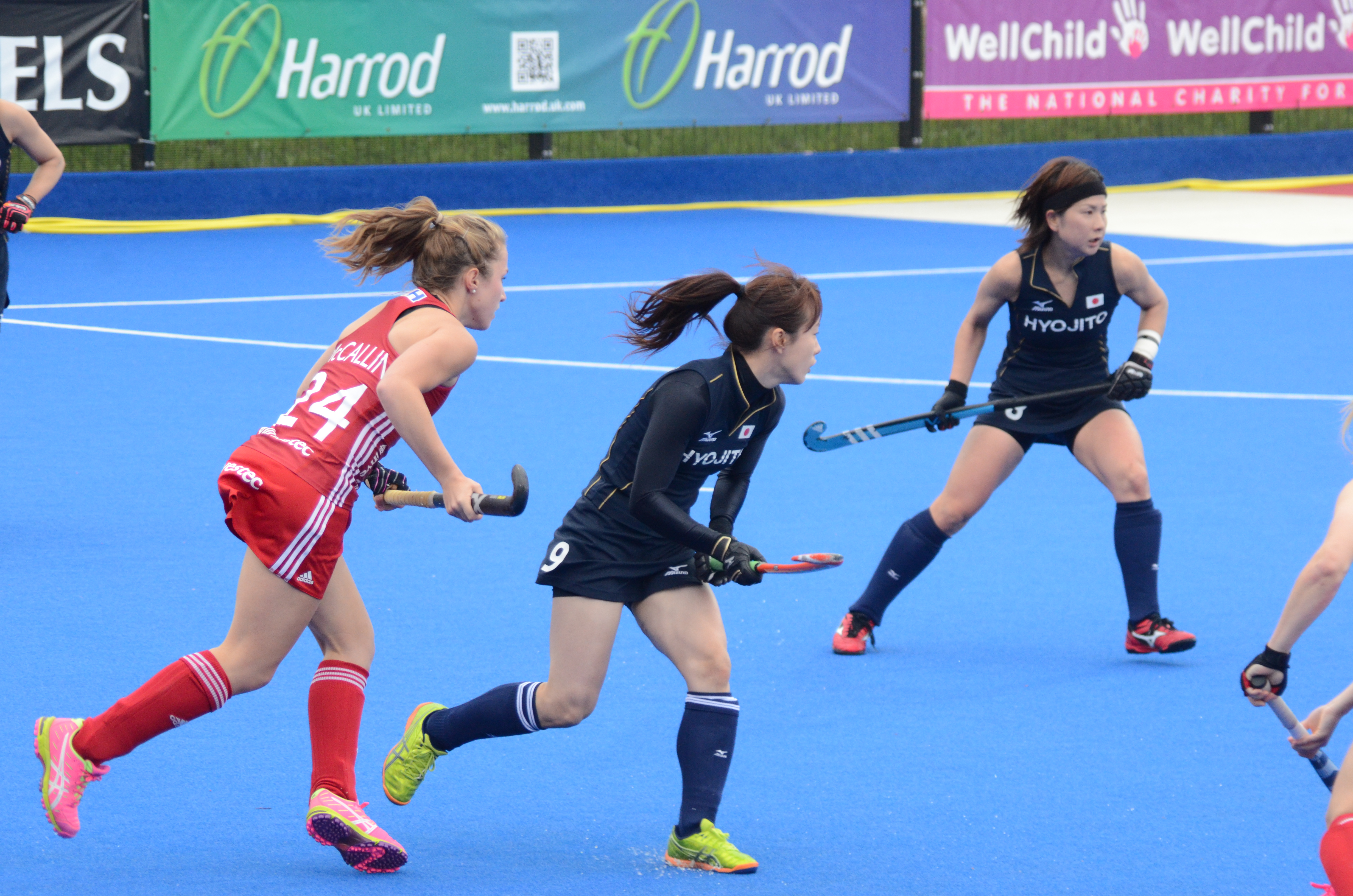
Équipe du Japon contre la Grande-Bretagne en 2015.

L'équipe du Japon de hockey sur gazon féminin est l'équipe représentative du Japon dans les compétitions internationales féminines de hockey sur gazon.

## Palmarès

### Jeux olympiques[1]
- 2004 : 8e
- 2008 : 10e
- 2012 : 9e
- 2016 : 10e
- 2020 : 11e
- 2024 : 10e

### Coupe du monde
- 1978 : 6e
- 1981 : 7e
- 1990 : 11e
- 2002 : 10e
- 2006 : 5e
- 2010 : 11e
- 2014 : 14e

### Ligue mondiale
- 2012-13 : 9e

### Champions Trophy
- 2007 : 5e
- 2008 : 6e
- 2012 : 5e
- 2014 : 8e

### Champions Challenge
- 2003 :  3e
- 2005 :  3e
- 2009 :  3e
- 2011 :  Vainqueur

### Jeux asiatiques
- 1982 : 4e
- 1986 :  2e
- 1990 :  3e
- 1994 :  2e
- 1998 : 4e
- 2002 :  3e
- 2006 :  2e
- 2010 :  3e
- 2014 : 4e

### Coupe d'Asie
- 1985 :  2e
- 1989 :  2e
- 1993 : 4e
- 1999 : 4e
- 2004 :  2e
- 2007 :  Vainqueur
- 2009 : 4e
- 2013 :  Vainqueur